# Liste der brasilianischen Bundesstaaten nach Bruttoinlandsprodukt pro Kopf
Diese Liste der brasilianischen Bundesstaaten nach Bruttoinlandsprodukt pro Kopf enthält die föderalen Einheiten Brasiliens nach dem nominalen Bruttoinlandsprodukt (BIP) pro Kopf, veröffentlicht im Jahr 2024 und bezogen auf das Jahr 2022, mit Werten in brasilianischen Reais. Die Daten stammen vom Instituto Brasileiro de Geografia e Estatística (IBGE). (siehe auch: Liste der brasilianischen Bundesstaaten nach Bruttoinlandsprodukt)

## Liste der Bundesstaaten nach Bruttoinlandsprodukt pro Kopf (2022)

Karte der föderalen Einheiten Brasiliens nach dem Pro-Kopf-BIP im Jahr 2021. In brasilianischen Reais:

| > 90.000> 50.000> 40.000 | > 30.000> 20.000> 15.000 |

| Rang | Bundesstaat         | BIP pro Kopf in R$ |
| ---- | ------------------- | ------------------ |
| 1    | Distrito Federal    | ▲ 116.713          |
| 2    | Rio de Janeiro      | ▲ 71.850           |
| 3    | São Paulo           | ▲ 70.471           |
| 4    | Mato Grosso         | ▲ 69.839           |
| 5    | Santa Catarina      | ▲ 61.274           |
| 6    | Mato Grosso do Sul  | ▲ 60.365           |
| 7    | Rio Grande do Sul   | ▲ 54.559           |
| 8    | Paraná              | ▲ 53.710           |
| 9    | Espírito Santo      | ▲ 47.619           |
| 10   | Goiás               | ▲ 45.156           |
| 11   | Minas Gerais        | ▲ 44.147           |
| 12   | Rondônia            | ▲ 42.248           |
| 13   | Tocantins           | ▲ 38.512           |
| 14   | Amazonas            | ▲ 36.827           |
| 15   | Roraima             | ▲ 33.153           |
| 16   | Amapá               | ▲ 32.194           |
| 17   | Pará                | ▼ 29.095           |
| 18   | Acre                | ▲ 28.525           |
| 19   | Bahia               | ▲ 28.483           |
| 20   | Rio Grande do Norte | ▲ 28.409           |
| 21   | Pernambuco          | ▲ 27.139           |
| 22   | Sergipe             | ▲ 25.965           |
| 23   | Alagoas             | ▲ 24.322           |
| 24   | Ceará               | ▲ 24.296           |
| 25   | Piauí               | ▲ 22.279           |
| 26   | Paraíba             | ▲ 21.662           |
| 27   | Maranhão            | ▲ 20.633           |
|      | Brasilien           | ▲ 49.638           |

## Liste der Bundesstaaten nach Bruttoinlandsprodukt pro Kopf (2016)
Brasilianische Staaten nach Bruttoinlandsprodukt pro Kopf im Jahre 2016. Alle Angaben stammen von der Brasilianischen Statistikbehörde IBGE. Zum Größenvergleich ist ein Land mit einer ähnlichen Wirtschaftsleistung pro Kopf (in Kaufkraftparität) im selben Jahr angegeben.
| Rang | Bundesstaat         | BIP pro Kopf in R$ | BIP pro Kopf in US-Dollar (KKP) | Vergleichbares Land |
| ---- | ------------------- | ------------------ | ------------------------------- | ------------------- |
| -    | Distrito Federal    | 79.100             | 39.889                          | Neuseeland          |
| 1    | São Paulo           | 45.542             | 22.966                          | Rumänien            |
| 2    | Rio de Janeiro      | 38.482             | 19.406                          | Bulgarien           |
| 3    | Mato Grosso         | 37.463             | 18.892                          | Bulgarien           |
| 4    | Santa Catarina      | 37.140             | 18.729                          | Belarus             |
| 5    | Rio Grande do Sul   | 36.207             | 18.259                          | Belarus             |
| 6    | Paraná              | 35.726             | 18.016                          | Barbados            |
| 7    | Mato Grosso do Sul  | 34.248             | 17.271                          | Aserbaidschan       |
| 8    | Espírito Santo      | 27.487             | 13.861                          | Nauru               |
| 9    | Goiás               | 27.135             | 13.684                          | St. Lucia           |
| 10   | Minas Gerais        | 25.938             | 13.080                          | Peru                |
| 11   | Rio Grande do Norte | 25.569             | 12.894                          | Belize              |
| 12   | Amazonas            | 22.245             | 11.218                          | Ecuador             |
| 13   | Rondônia            | 22.073             | 11.131                          | Ägypten             |
| 14   | Roraima             | 21.413             | 10.798                          | Namibia             |
| 15   | Tocantins           | 20.599             | 10.388                          | Kosovo              |
| 16   | Amapá               | 18.329             | 9.243                           | Fidschi             |
| 17   | Pernambuco          | 17.777             | 8.965                           | Bhutan              |
| 18   | Sergipe             | 17.153             | 8.650                           | Belize              |
| 19   | Bahia               | 16.931             | 8.538                           | Belize              |
| 20   | Acre                | 16.838             | 8.491                           | Belize              |
| 21   | Pará                | 16.690             | 8.417                           | Eswatini            |
| 22   | Ceará               | 15.438             | 7.785                           | Philippinen         |
| 23   | Paraíba             | 14.774             | 7.450                           | Bolivien            |
| 24   | Alagoas             | 14.723             | 7.425                           | Bolivien            |
| 25   | Piauí               | 12.890             | 6.500                           | Usbekistan          |
| 26   | Maranhão            | 12.264             | 6.185                           | Vietnam             |
|      | Brasilien           | 30.411             | 15.336                          | Malediven           |